# Ales Bjaljazki
Ales Viktorvitsj Bjaljazki (Wit-Russisch: Алесь Віктаравіч Бяляцкі) (Wjartsilja (Karelië), 25 september 1962) is een Wit-Russische dissident en mensenrechtenactivist die de mensenrechtenorganisatie Wjasna oprichtte en daar leiding aan geeft. Hoofddoel is het verdedigen en ondersteunen van politieke gevangenen. In oktober 2003 werd zijn organisatie door het Wit-Russische Hooggerechtshof verboden wegens haar toezicht op de presidentsverkiezingen van 2001. De werkzaamheden gingen echter door onder de vlag van een niet-geregistreerde organisatie.
Na de presidentsverkiezingen van 2020 waren er grote protesten tegen de verkiezingsuitslag. Deze protesten werden de kop ingedrukt en de autoriteiten hebben maatregelen genomen om kritische en onafhankelijke media en mensenrechtenorganisaties te sluiten. Bjaljazki werd gearresteerd op grond van vermeende smokkel en belastingontduiking. Zijn proces loopt moeizaam, een van de vier advocaten die hem verdedigden gedurende de 18 maanden is zelf ook in de gevangenis beland en van twee anderen is de vergunning ingetrokken. Tegen Bjaljazki heeft de officier van justitie tot 12 jaar gevangenisstraf geëist. Op 3 maart 2023 werd hij tot een celstraf van tien jaar veroordeeld.
In 2022 kreeg hij, samen met de Russische organisatie Memorial en Oekraïense organisatie Centrum voor Burgerlijke Vrijheden, de Nobelprijs voor de Vrede voor het promoten van het recht om machthebbers te bekritiseren, en het beschermen van de fundamentele rechten van burgers.
- Gemeinsame Normdatei: 134194349
- International Standard Name Identifier: 0000 0000 8004 8290
- Library of Congress Control Number: nr95011811
- Nationale Bibliotheek van Tsjechië: js2016928676
- Nationale Bibliotheek van Polen: a0000001149666
- Système universitaire de documentation: 244097224
- Virtual International Authority File: 79571449

1901: Dunant, Passy ·
1902: Ducommun, Gobat ·
1903: Cremer ·
1904: Institut de Droit International ·
1905: Von Suttner ·
1906: Roosevelt ·
1907: Moneta, Renault ·
1908: Arnoldson, Bajer ·
1909: Beernaert, Balluet d'Estournelles de Constant ·
1910: IPB ·
1911: Asser, Fried ·
1912: Root ·
1913: La Fontaine ·
1917: ICRC ·
1919: Wilson ·
1920: Bourgeois ·
1921: Branting, Lange ·
1922: Nansen ·
1925: Chamberlain, Dawes ·
1926: Briand, Stresemann ·
1927: Buisson, Quidde ·
1929: Kellogg ·
1930: Söderblom ·
1931: Addams, Butler ·
1933: Angell ·
1934: Henderson ·
1935: Von Ossietzky ·
1936: Lamas ·
1937: Cecil ·
1938: Office international Nansen pour les réfugiés ·
1944: ICRC ·
1945: Hull ·
1946: Balch, Mott ·
1947: Friends Service Council, American Friends Service Committee ·
1949: Orr ·
1950: Bunche ·
1951: Jouhaux ·
1952: Schweitzer ·
1953: Marshall ·
1954: Hoog Commissariaat voor de Vluchtelingen (UNHCR) ·
1957: Pearson ·
1958: Pire ·
1959: Noel-Baker ·
1960: Luthuli ·
1961: Hammarskjöld ·
1962: Pauling ·
1963: ICRC, IFRC ·
1964: King ·
1965: UNICEF ·
1968: Cassin ·
1969: Internationale Arbeidsorganisatie ·
1970: Borlaug ·
1971: Brandt ·
1973: Kissinger, Lê Đức Thọ ·
1974: MacBride, Satō ·
1975: Sacharov ·
1976: Williams, Corrigan ·
1977: Amnesty International ·
1978: Sadat, Begin ·
1979: Moeder Teresa ·
1980: Esquivel ·
1981: Hoog Commissariaat voor de Vluchtelingen (UNHCR) ·
1982: Myrdal, Robles ·
1983: Wałęsa ·
1984: Tutu ·
1985: IPPNW ·
1986: Wiesel ·
1987: Arias ·
1988: VN-vredesmacht ·
1989: Gyatso ·
1990: Gorbatsjov ·
1991: Suu Kyi ·
1992: Menchú ·
1993: Mandela, De Klerk ·
1994: Arafat, Peres, Rabin ·
1995: Rotblat, Pugwash Conferences on Science and World Affairs ·
1996: Ximenes Belo, Ramos-Horta ·
1997: ICBL, Williams ·
1998: Hume, Trimble ·
1999: AzG ·
2000: Dae-jung ·
2001: VN, Annan ·
2002: Carter ·
2003: Ebadi ·
2004: Maathai ·
2005: IAEA, El-Baradei ·
2006: Grameen Bank, Yunus ·
2007: Gore, IPCC ·
2008: Ahtisaari ·
2009: Obama ·
2010: Liu ·
2011: Johnson Sirleaf, Gbowee, Karman ·
2012: Europese Unie ·
2013: OPCW ·
2014: Satyarthi, Yousafzai ·
2015: Kwartet voor Nationale Dialoog in Tunesië ·
2016: Santos ·
2017: ICAN ·
2018: Mukwege, Murad Basee ·
2019: Ahmed ·
2020: Wereldvoedselprogramma ·
2021: Ressa, Moeratov ·
2022: Bjaljazki, Memorial, Centrum voor Burgerlijke Vrijheden ·
2023: Mohammadi ·
2024: Nihon Hidankyo